# Lijst van burgemeesters van Blankenberge
Hieronder volgt een lijst van burgemeesters van Blankenberge, een gemeente in de Belgische provincie West-Vlaanderen, sinds de herinrichting van de gemeentebesturen in 1800.
- 1801-1808 : Emmanuel-Pierre Semaesse
- 1809 : Leon De Rycker
- 1809-1830 : Joseph-Louis Mamet
- 1830-1847 : Jacobus De Langhe
- 1848-1866 : Frans-Henri Mamet
- 1867-1874 : Leon Dujardin
- 1875-1877 : Cornelis De Meulenaere
- 1877-1884 : Alfons Van Mullem
- 1885-1896 : Gustaaf Notebaert
- 1896-1906 : Karel Deswert
- 1907-1914 : Gustave D'Hondt
- 1914-1921 : Jozef Ponjaert
- 1921-1926 : Arthur Pauwels
- 1927-1931 : Gustave D'Hondt
- 1931-1932 : Leon Nuytemans
- 1933-1938 : Arthur Pauwels
- 1939-1945 : Leon Nuytemans
  - 1941-1944 : Victor De Rycker (oorlogsburgemeester). Niet opgenomen op de officiële lijst van Blankenbergse burgemeesters.
- 1945-1946 : Louis Van Sluys
- 1947-1970 : Maurice Devriendt
- 1970-1986 : Willem Content
- 1986-1994 : Sylvère Declerck
- 1995-2011 : Ludo Monset
- 2011-2017 : Patrick De Klerck
- 2017-2019 : Ivan De Clerck
- 2019-2021: Daphné Dumery
- 2021-... : Björn Prasse

Brussels Hoofdstedelijk Gewest:
Anderlecht · 
Brussel

Vlaanderen:
Aalst · 
Aarschot · 
Antwerpen · 
 Asse · 
Beernem · 
Bertem · 
Blankenberge · 
Brugge · 
Damme · 
De Haan · 
De Panne · 
Deerlijk · 
Deinze · 
Eeklo · 
Evergem · 
Galmaarden · 
Geraardsbergen · 
Gent · 
Halle · 
Hasselt · 
Herent · 
Herk-de-Stad · 
Herzele · 
Heusden-Zolder · 
Houthalen-Helchteren · 
Ichtegem · 
Kaprijke · 
Knokke-Heist · 
Kortemark · 
Kortenberg · 
Kortrijk · 
Leuven · 
Lichtervelde · 
Lievegem · 
Lokeren · 
Maldegem · 
Mechelen · 
Moerbeke-Waas · 
Ninove · 
Oostende · 
Oostkamp · 
Poperinge · 
Roeselare · 
Ronse · 
Sint-Lievens-Houtem · 
Sint-Niklaas · 
Sint-Truiden · 
Temse · 
Tielt · 
Tienen · 
Tongeren · 
Torhout · 
Veurne · 
Waregem · 
Wellen · 
Wetteren · 
Wichelen · 
Zaventem · 
Zedelgem · 
Zele · 
Zonhoven · 
Zottegem

Wallonië: 
Charleroi · 
's-Gravenbrakel · 
Morlanwelz · 
Ophain-Bois-Seigneur-Isaac · 
Waver